# Почтовая карточка

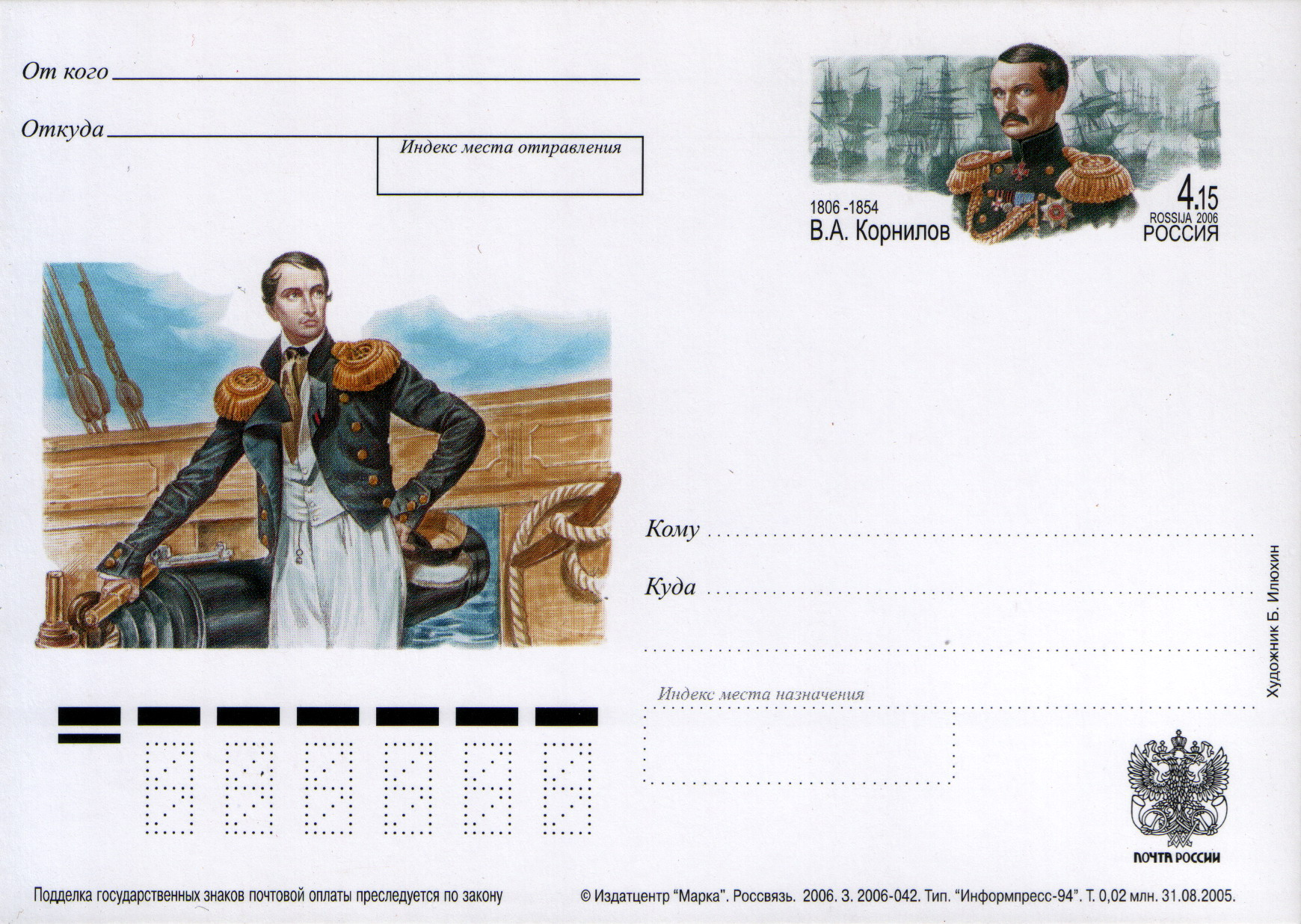
Односторонняя почтовая карточка с оригинальной маркой (Россия, 2006); номинал в 4 рубля 15 копеек соответствует тарифу 2006 года

Почто́вая ка́рточка, или постка́рта (от нем. Postkarte), — вид почтового отправления с письменным сообщением, не запечатанное в конверт, а выполненное на специальном стандартном бланке из плотной бумаги или картона. Почтовые открытки впервые появились в Австрии 1 октября 1869 года.
Тариф на пересылку почтовой карточки меньше, чем простого письма; по состоянию на апрель 2018 года он составляет в России 17 рублей, на 2020 год — 18 рублей, 50 рублей за рубеж, на 2024 год — 22 рубля, 90 рублей за рубеж.

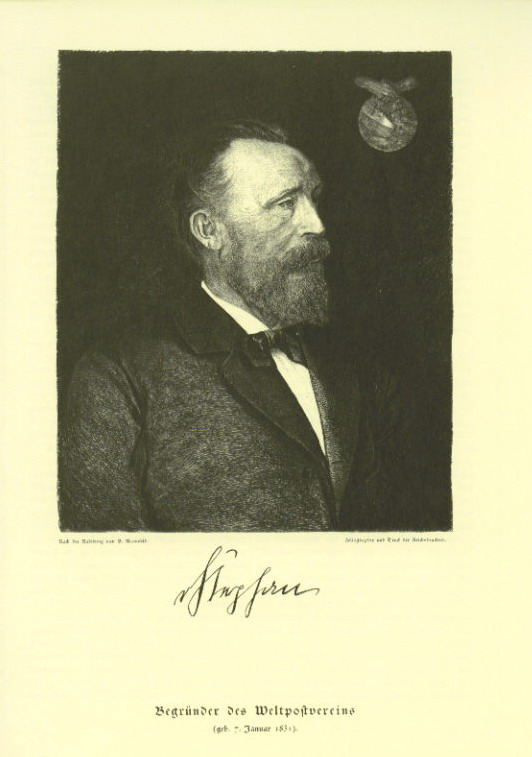
Генрих фон Стефан первым предложил идею открытого письма (посткарты, или почтовой карточки) в 1865 году

## Описание и классификация
В Государственном стандарте Российской Федерации «ГОСТ Р 51507-99. Карточки почтовые. Технические требования. Методы контроля» (2000) дано следующее определение:
Карточка — стандартный прямоугольный бланк из бумаги для открытых почтовых отправлений.
Согласно тому же ГОСТу, почтовые карточки классифицируют по типу и виду.
В зависимости от наличия или отсутствия на карточке типографского изображения почтовой марки карточки подразделяют на два типа:
- маркированные;
- немаркированные.

В зависимости от наличия или отсутствия на карточке иллюстрации карточки подразделяют на два вида:
- иллюстрированные;
- простые, то есть неиллюстрированные.

Карточки в зависимости от расположения иллюстрации подразделяют на:
- карточки при расположении иллюстрации на лицевой стороне;
- то же, на оборотной стороне.

В зависимости от территории хождения карточки подразделяют на:
- карточки для пересылки в пределах Российской Федерации (внутренние почтовые отправления);
- карточки для пересылки за пределы Российской Федерации (международные почтовые отправления).

## История

### Изобретение почтовой карточки
Приоритет идеи почтовой карточки оспаривается Германией и Австрией (в то время Австро-Венгрия). Впервые эта идея была публично озвучена генеральным директором почты Северогерманского союза Генрихом фон Стефаном 30 ноября 1865 года на 5-й конференции Германского почтового союза. Однако этот проект был отклонён из-за «неприличной формы пересылки сообщений на открытом почтовом листе».
Спустя три года Прусскому почтовому управлению был представлен ещё один подобный проект бланков «универсальной корреспонденцкарты», авторами которого были книготорговцы Фридляйн и Пардубиц. Они предлагали на одной стороне почтовой карточки оставлять место для адреса, а на другой печатать около 30 готовых фраз, в том числе, например, такие:
- «Удостоверяется получение последнего письма»
- «Отправитель благополучно прибыл»
- «Поздравляем с наступившим радостным событием»
- «Свидетельствуем сердечное участие по поводу печального случая» и др.

Отправителю, по их замыслу, достаточно было отметить нужную фразу из их готового набора. При всей кажущейся нелепости, предложение Фридляйна и Пардубица содержало рациональное зерно: превращение почтовой карточки в печатное произведение позволило бы отправлять её по более низкому (по сравнению со стандартным почтовым) бандерольному тарифу.

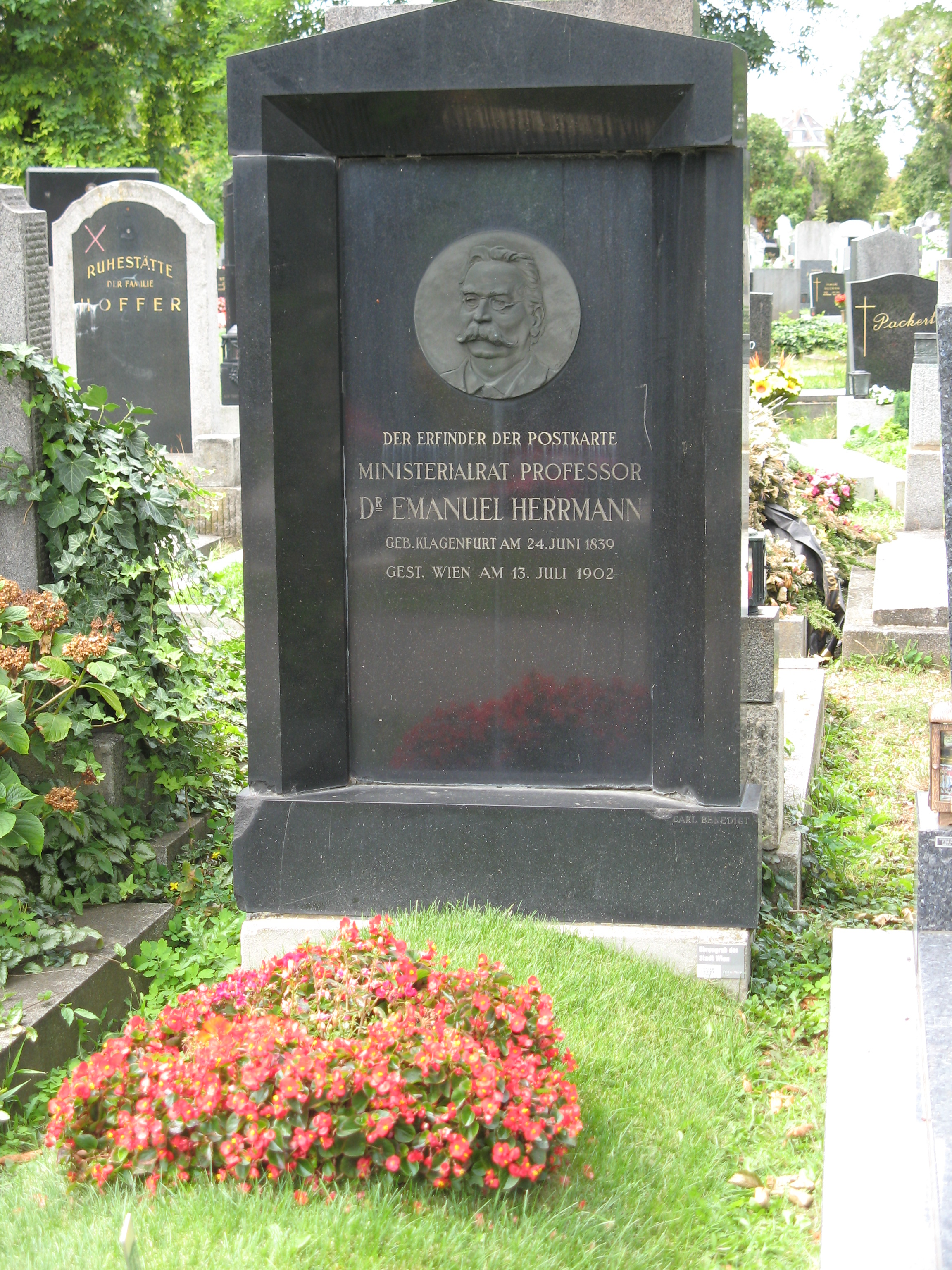
Могила Герман, Эммануил — «отца» почтовой карточки, появившейся в Вене в 1869 году

Предложение фон Стефана и проект Фридляйна и Пардубица были, однако, отвергнуты. Успешной оказалась аналогичная попытка в соседней Австрии: 26 января 1869 года венская газета «Нойе Фрайе Прессе» (ныне «Die Presse») опубликовала предложение профессора экономики Высшей технической школы Вены Эммануила Германа «О новом роде корреспонденции». Главным преимуществом почтовой карточки (именовавшейся им «почтовой телеграммой») он видел дешевизну по сравнению с обычным письмом и краткость. Герман ограничил максимальную длину послания 20 словами.
Австрийское почтовое ведомство приняло смелую идею, но подсчитало, что наём специальных чиновников для проверки количества слов нецелесообразен, вполне достаточно естественного ограничения — площади поверхности карточки, предназначенной для сообщения. В итоге первая в мире почтовая карточка была выпущена в Австро-Венгрии и уже с 1 октября того же года поступила в продажу на городском почтамте Вены под названием «корреспондентская карточка». Эта идея была оперативно подхвачена в других странах, в частности, в России уже в 1872 году. Позднее, на праздновании 30-летия почтовой карточки в 1899 году, Эммануил Герман объяснял успешность своего предложения так:
Я должен был бы гордиться таким великим противником как Стефан, но не могу не заметить, что если бы он действительно был изобретателем, то его изобретение значило бы не более мертворождённого ребёнка, потому что именно то, что я считаю самым важным в открытом письме, — это не письмо само по себе, а стоимость его. Эти два крейцера составляют всю экономическую стоимость моего изобретения… Этого Стефан не понял.

### Эволюция внешнего вида

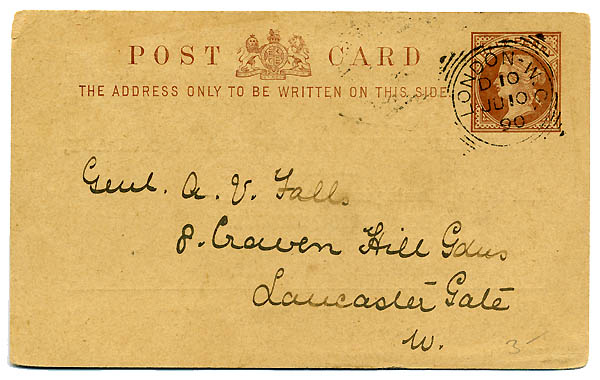
Односторонняя почтовая карточка с оригинальной маркой, календарным квадратно-круглым штемпелем и надписью «Адрес писать только на этой стороне» («The address only to be written on this side»; Великобритания, 1890)

В 1878 году на II Всемирном почтовом конгрессе в Париже был принят международный стандарт почтовой карточки: 9 × 14 см. В 1925 году стандарт был изменён — 10,5 × 14,8 см (А6). Ныне стандартный формат карточки в России — от 90 × 140 мм до 120 × 235 мм; напечатанные на ней реквизиты также должны соответствовать стандартам. Для международной пересылки в соответствии с правилами Всемирного почтового союза допускаются почтовые карточки только формата 105 × 148 мм.
В России пересылка по почте открытых писем на бланках частного изготовления была разрешена распоряжением министра внутренних дел от 19 октября 1894 года.
Первоначально оборотная сторона почтовой карточки предназначалась только для адреса (специального места для письма не предусматривалось). Циркуляром и.д. начальника главного управления почт и телеграфов № 21 от 16 февраля 1904 года был установлен новый порядок. Адресную сторону открытого письма предписывалось разделить вертикальной линией на две части. Левая предназначалась для письменного сообщения, правая — для адреса, марки и почтовых отметок. Наиболее популярной по сей день остаётся иллюстрированная почтовая карточка — открытка («открытое письмо»). Часто марка (в том числе литерная, в современной России — литера «В») печатается непосредственно на карточке, а почтовый сбор включается в цену последней при продаже.
С 1 мая 1909 года во всех почтовых книгах, документах, бланках наименование «Открытое письмо» было заменено надписью «Почтовая карточка».
Переходным случаем между обычной почтовой карточкой и открыткой можно считать появившиеся в Германии в 1925 году (сначала в экспериментальных целях) так называемые «иллюстрированные почтовые карточки». Они содержали иллюстрацию (обычно виды того или иного города или пейзаж под цвет знака почтовой оплаты) в левой верхней части своей адресной стороны, так что их не следует путать с открытками. «Иллюстрированные карточки» изготавливались в целях социальной рекламы по поручению городского или курортного управления и не продавались в населённых пунктах, которые должны были популяризовать. Подобные «полуоткрытки» издавались ещё раньше в Швейцарии. Из-за экономии бумаги в период Второй мировой войны издание «иллюстрированных карточек» было прекращено. К идее смогли вернуться лишь в 1952 году, наладив выпуск полноценных, более красочных курортных открыток.

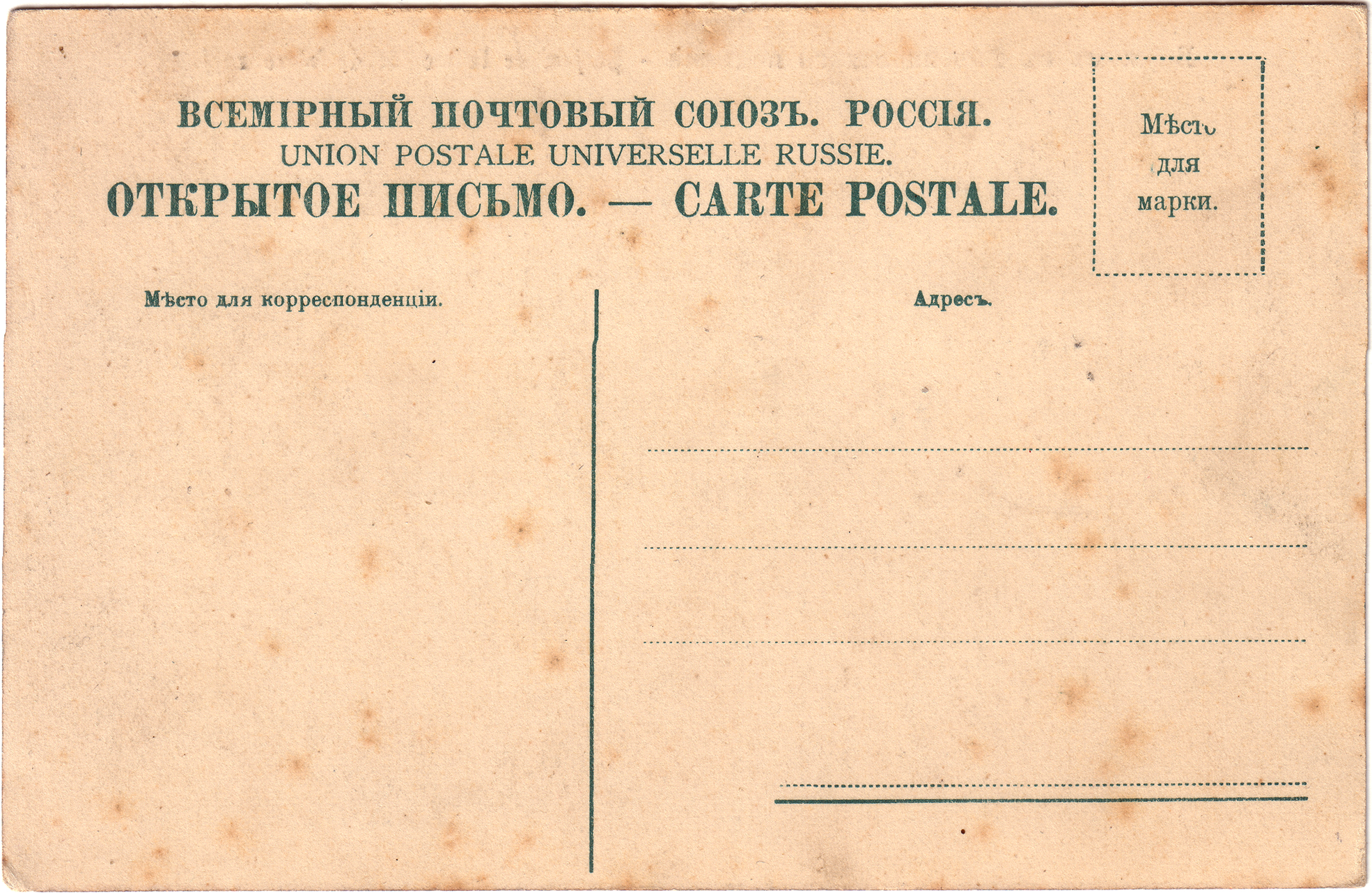
Бланк иллюстрированного открытого письма (открытки), типовая обратная сторона (Российская империя, конец XIX века)
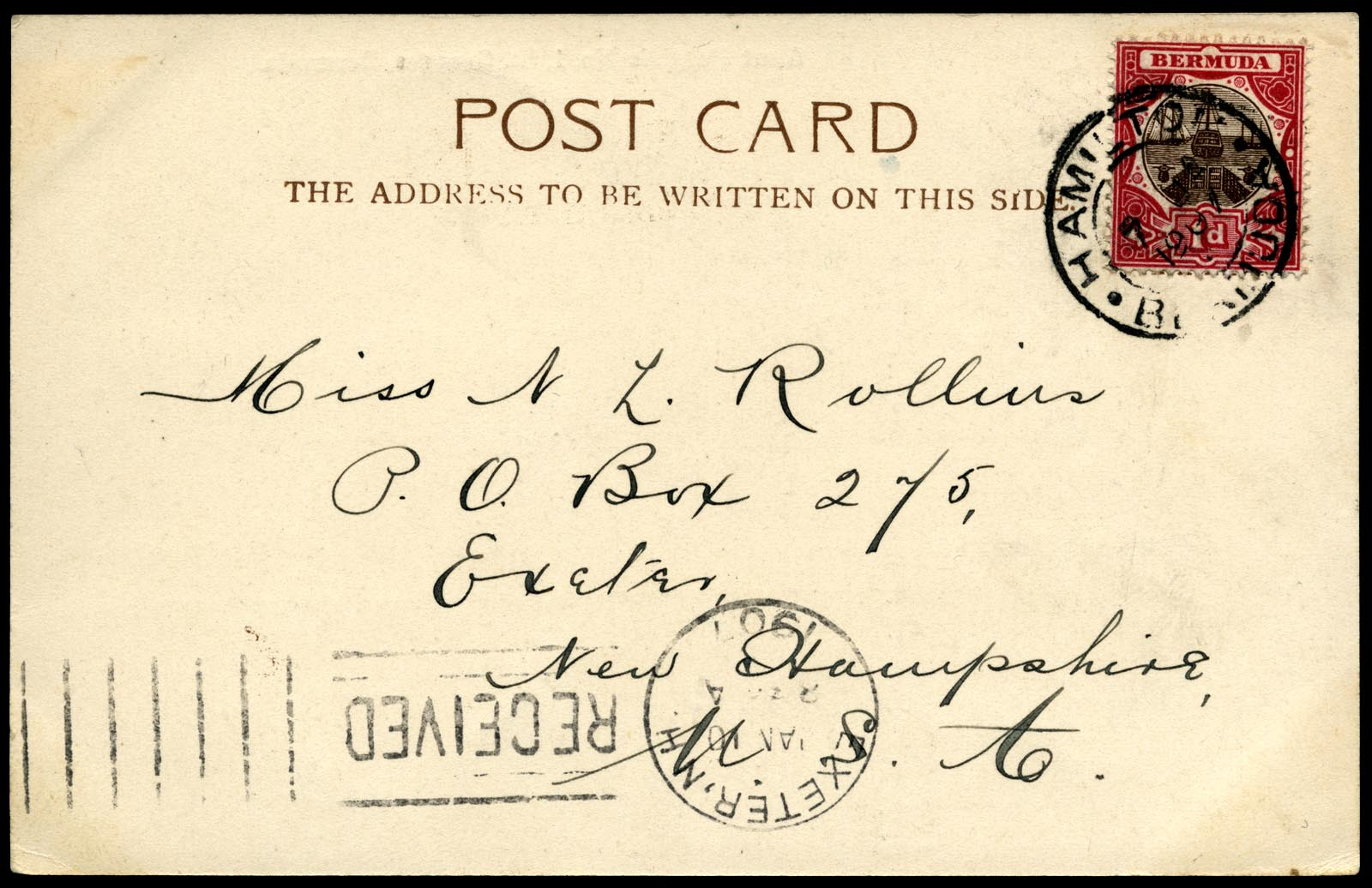
Односторонняя почтовая карточка (Бермуды, 1907) со стандартной маркой (1906, 1 пенни) и надписью «Адрес писать только на этой стороне»
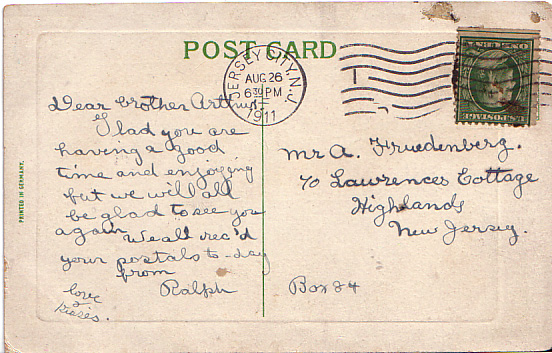
Почтовая карточка типа открытки (США, 1911) со стандартной маркой выпуска 1908—1911 годов с портретом Франклина (наклеена вверх ногами)
Отрезная почтовая карточка типа открытки (СССР, конец 1920-х, Крымгосиздат по заказу Советской филателистической ассоциации)
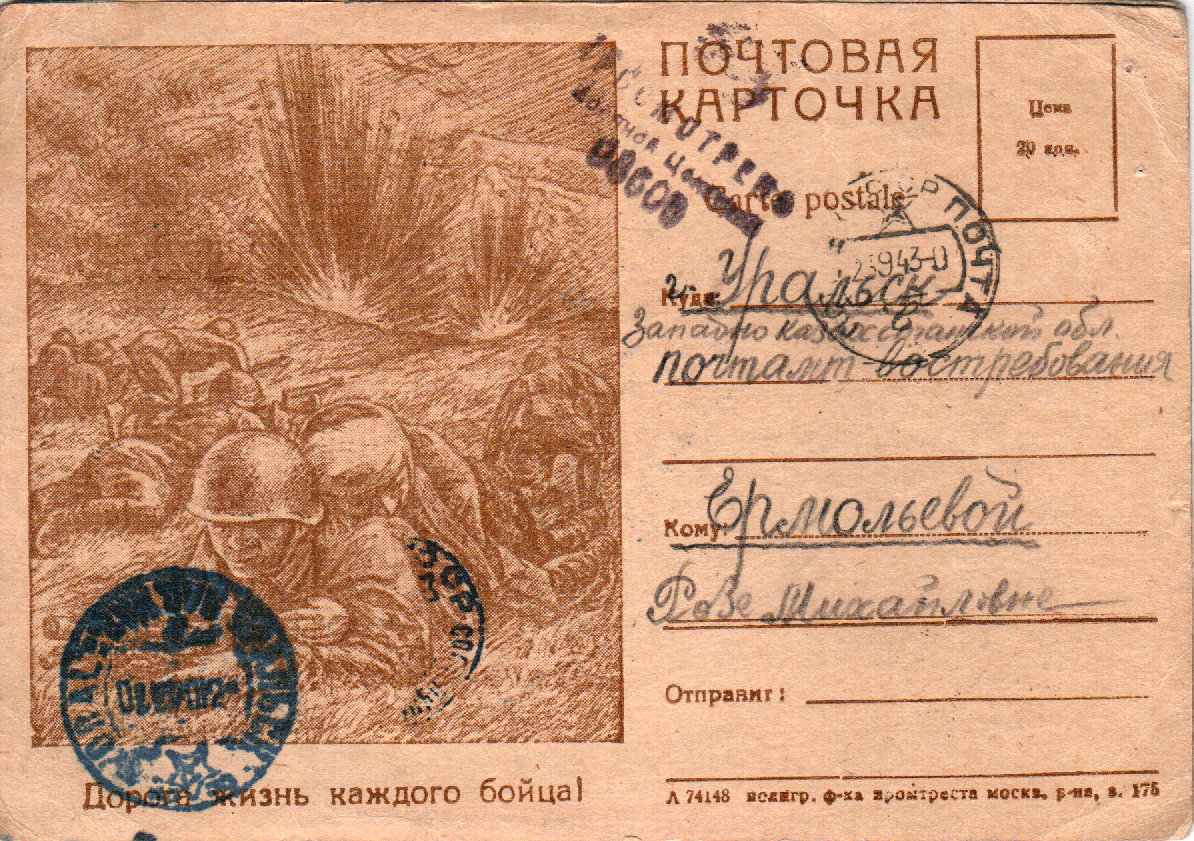
Почтовая карточка, посланная с фронта (СССР, 1943)
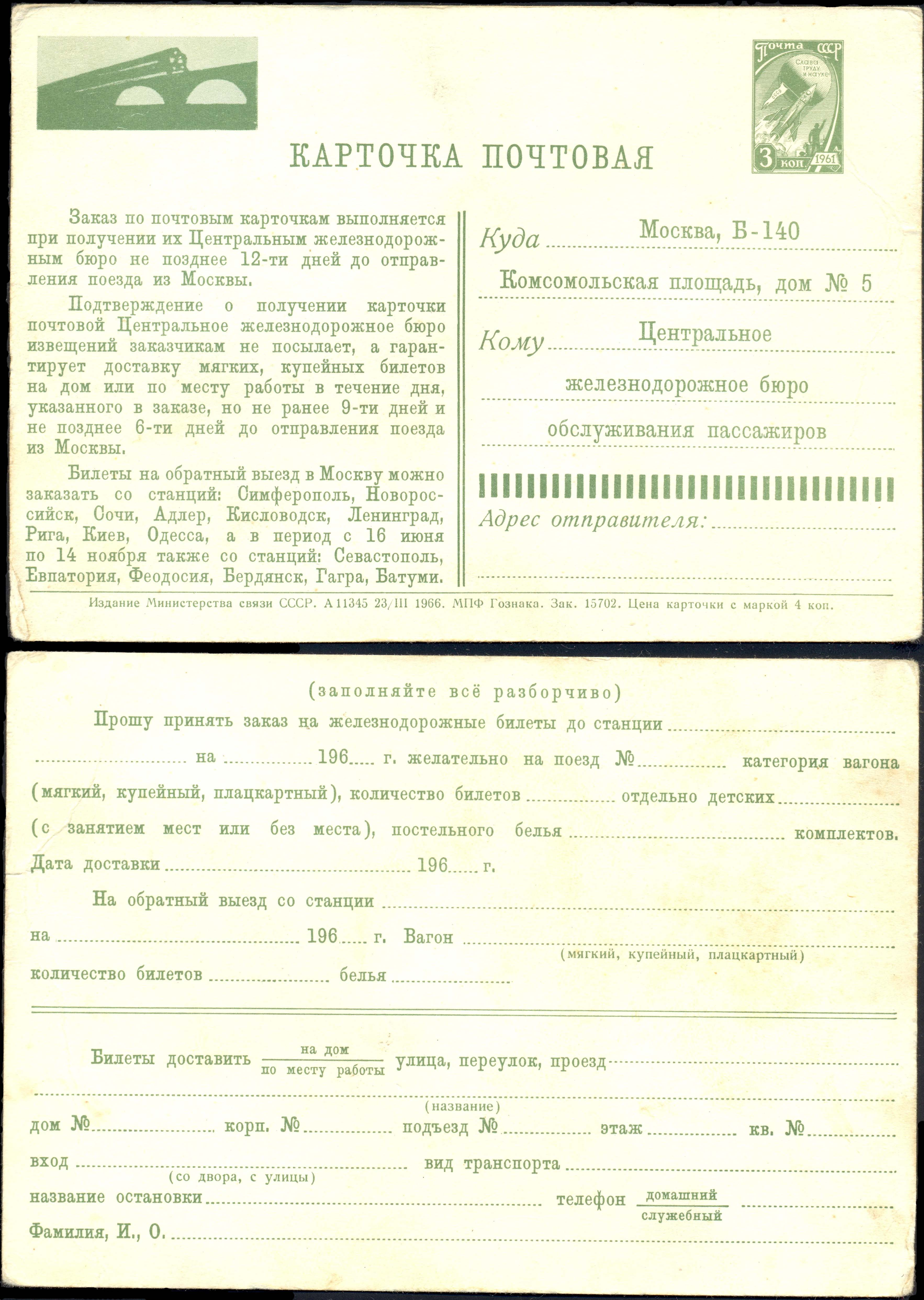
Лицевая и оборотная стороны маркированной почтовой карточки заказа железнодорожных билетов (СССР, 1966) со стандартной маркой (1961, 3 копейки)
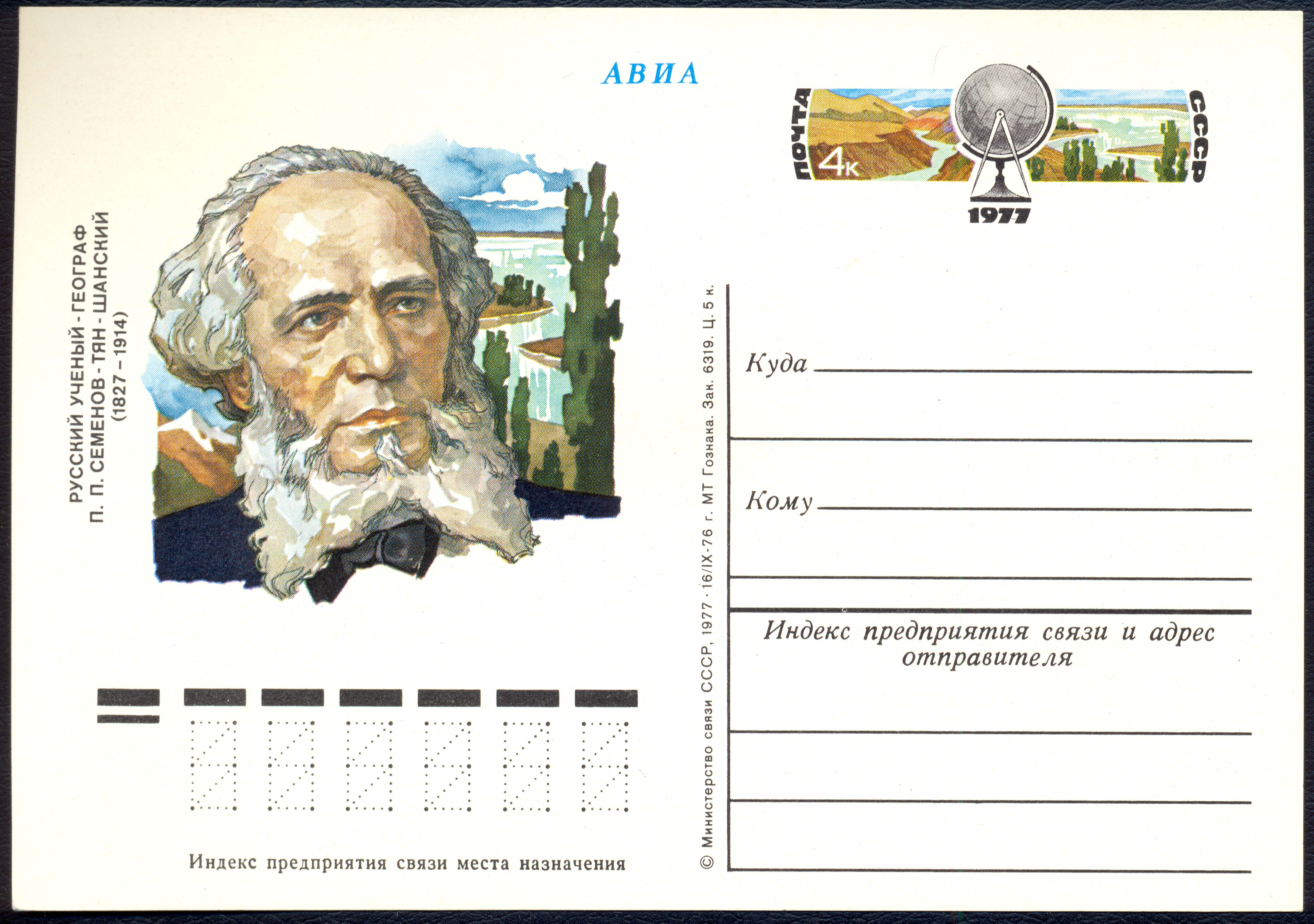
Художественная односторонняя почтовая карточка с оригинальной маркой, посвящённая географу П. П. Семёнову-Тян-Шанскому (СССР, 1977, 4 копейки)
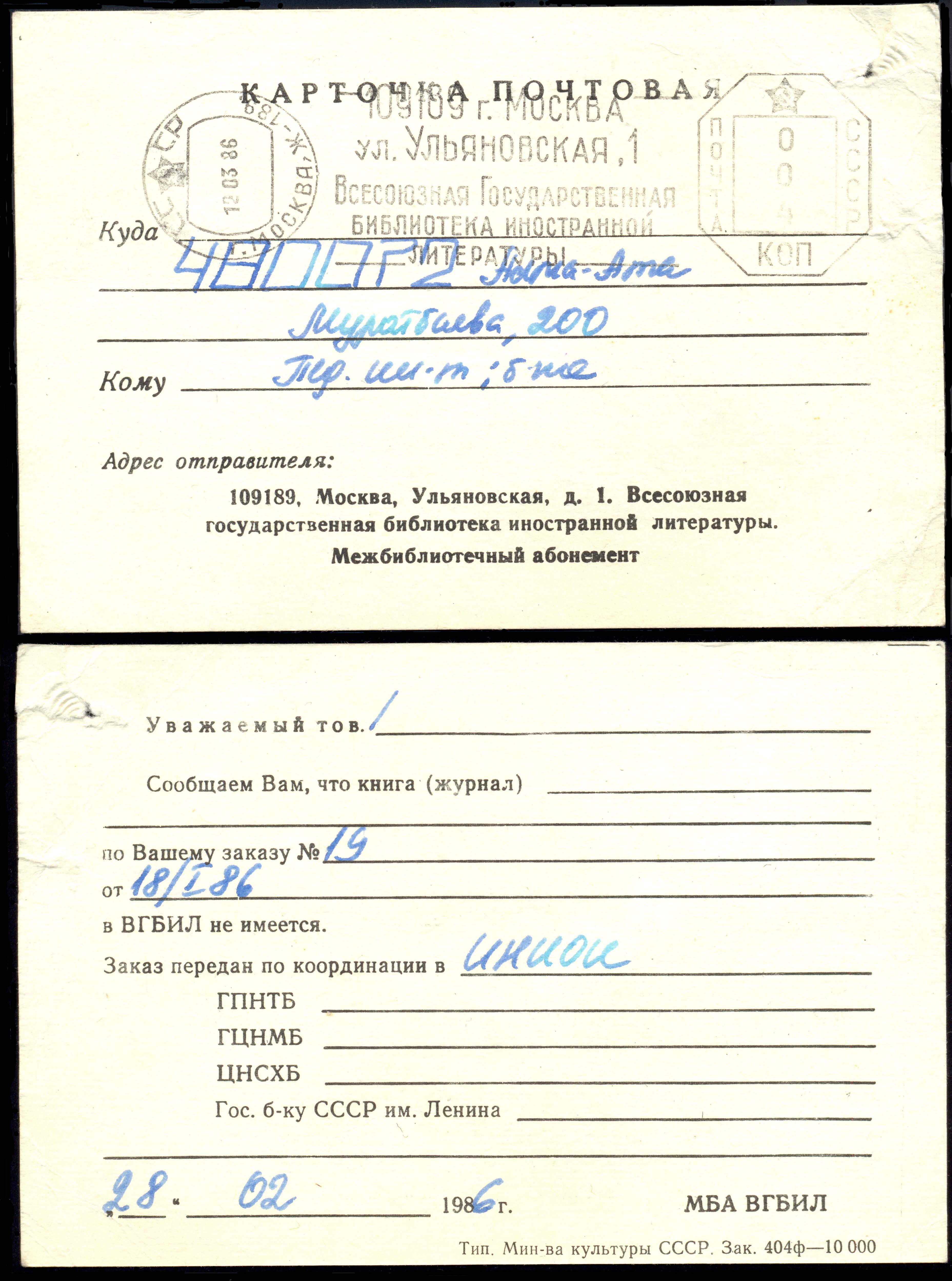
Лицевая и оборотная стороны почтовой карточки Всесоюзной государственной библиотеки иностранной литературы с франкотипом (СССР, 1986)